# Agnew (California)
Agnew es un área no incorporada ubicada en el condado de Santa Clara en el estado estadounidense de California.

## Geografía
Agnew se encuentra ubicada en las coordenadas 37°23′41″N 121°57′33″O / 37.39472, -121.95917.